# Józefa Chrobot
Józefa Chrobot CSFN, siostra Maria Kanuta od Pana Jezusa w Ogrójcu (ur. 22 maja 1896 w Raczynie, zm. 1 sierpnia 1943 pod Nowogródkiem) – polska siostra zakonna ze Zgromadzenia Najświętszej Rodziny z Nazaretu, błogosławiona Kościoła katolickiego.
21 kwietnia 1921 wstąpiła do nowicjatu w Grodnie i tam złożyła śluby zakonne i śluby wieczyste. W 1931  przyjechała do Nowogródka.

Mistycznym elementem jej biografii jest podawany przez błogosławioną powód wstąpienia do zgromadzenia. Kiedy miała wstąpić w związek małżeński, we śnie usłyszała głos: 
„Nie wychodź za Stanisława, twój Oblubieniec czeka na ciebie w Grodnie, a jako prezent ślubny podaruje ci czerwoną sukienkę.”
Według świadków obdarzona była darem modlitwy kontemplacyjnej „Gdy wybuchła wojna, codziennie do północy krzyżem leżała w kaplicy i błagała o miłosierdzie i o to, by Królestwo Boże owładnęło światem”.
Z pierwszymi represjami spotkała się ze strony sowieckiego okupanta zaraz po wybuchu II wojny światowej. Po wkroczeniu Niemców oddała życie za mieszkańców miasta i została rozstrzelana razem z 10 innymi siostrami zakonnymi.

Została beatyfikowana przez papieża Jana Pawła II 5 marca 2000 w grupie 11 męczennic z Nowogródka.

## Źródła internetowe
- S. Maria Teresa Górska CSFN Męczennice z Nowogródka
- Sisters of the Holy Family of Nazareth. phila-csfn.org. [zarchiwizowane z tego adresu (2012-02-08)]. (ang.)